# Ikeda, Fukui

Ikeda (池田町 Ikeda-chō?) este un oraș în Japonia, în districtul Imadate al prefecturii Fukui.